# Crookston (Minnesota)
Crookston város az USA Minnesota államában. Lakosainak száma 7482 fő (2020. április 1.).

## Népesség
A település népességének változása:

| 2010 | 7 891 |
| 2020 | 7 482 |